# 네메트 임레

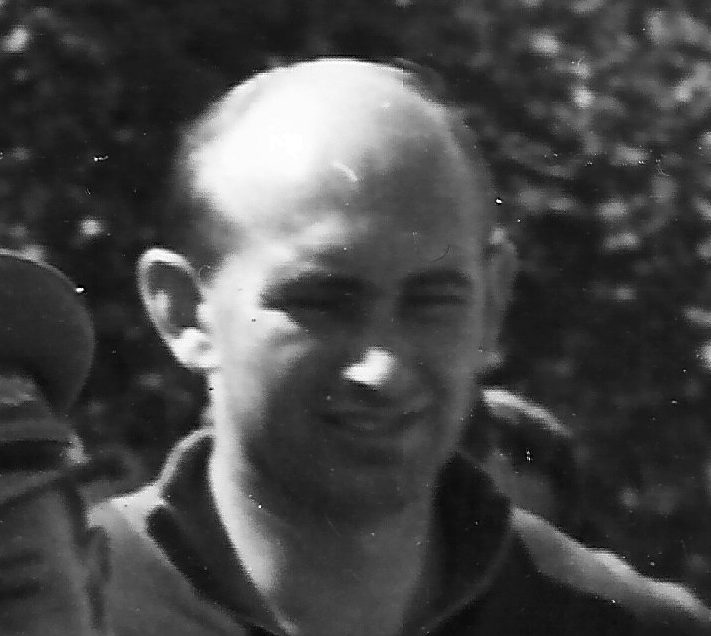

네메트 임레(헝가리어: Németh Imre, 1917년 9월 23일 ~ 1989년 8월 18일)는 헝가리의 해머던지기 선수였다.
현재 슬로바키아의 코시체인 속하는 커서에서 태어난 네메트는 1948년 런던 올림픽에서 금메달을 땄다. 4년 후 타이틀을 유지하기 위해 헬싱키 올림픽에 돌아왔으나 동메달에 그쳤다.
그는 3번이나 세계 기록을 깼다. 1948년 7월 14일 59.02m를 던져 1938년 어윈 블래스크의 공식 기록을 2cm나 꺾었다. 1949년 9월 4일 59.57m로 세계 마크를 향상시켜 공식적과 비공식적 기록을 둘다 꺾었다. 결국 1950년 5월 19일 부다페스트에서 59.88m를 던졌다.
그의 아들 창던지기 선수 네메트 미클로시도 올림픽 금메달리스트였다.